# Sumber Sari (Sei Tualang Raso)
Sumber Sari is een bestuurslaag in het regentschap Tanjung Balai van de provincie Noord-Sumatra, Indonesië. Sumber Sari telt 3950 inwoners (volkstelling 2010).